# Dehestan
Le dehestān (persan : دهستان) (ou district rural), est la quatrième division administrative d'Iran après la province, la préfecture et le bakhsh (ou district). 

## Organisation
En Iran, chaque province (persan : استان, ostān) , est constitué de plusieurs préfectures (persan : شهرستان, shahrestān) et chaque préfecture comprend un ou plusieurs bakhsh. Chaque baksh dispose d'un bureau administratif appelé bakhshdāri avec comme autorité responsable le bashdār. Un bakhsh est généralement composé d'un chef-lieu, d'une ou plusieurs villes et plusieurs dehestān comprenant chacun une douzaine de villages. En 2006, l'Iran comptait 2400 dehestān. 